# Anomalohimalaya lotozkyi
Anomalohimalaya lotozkyi är en fästingart som beskrevs av Filippova och Panova 1978. Anomalohimalaya lotozkyi ingår i släktet Anomalohimalaya och familjen hårda fästingar. Inga underarter finns listade i Catalogue of Life.